# Allodiopsis maculosa
Allodiopsis maculosa är en tvåvingeart som först beskrevs av Johann Wilhelm Meigen 1818.  Allodiopsis maculosa ingår i släktet Allodiopsis och familjen svampmyggor. Inga underarter finns listade i Catalogue of Life.